# Quadricalcarifera histrionica
Quadricalcarifera histrionica är en fjärilsart som beskrevs av Sergius G. Kiriakoff 1967. Quadricalcarifera histrionica ingår i släktet Quadricalcarifera och familjen tandspinnare. Inga underarter finns listade.